# Vadu Săpat
Vadu Săpat é uma comuna romena localizada no distrito de Prahova, na região de Muntênia. A comuna possui uma área de 17.07 km² e sua população era de 1826 habitantes segundo o censo de 2007.